# Колонна Элисега

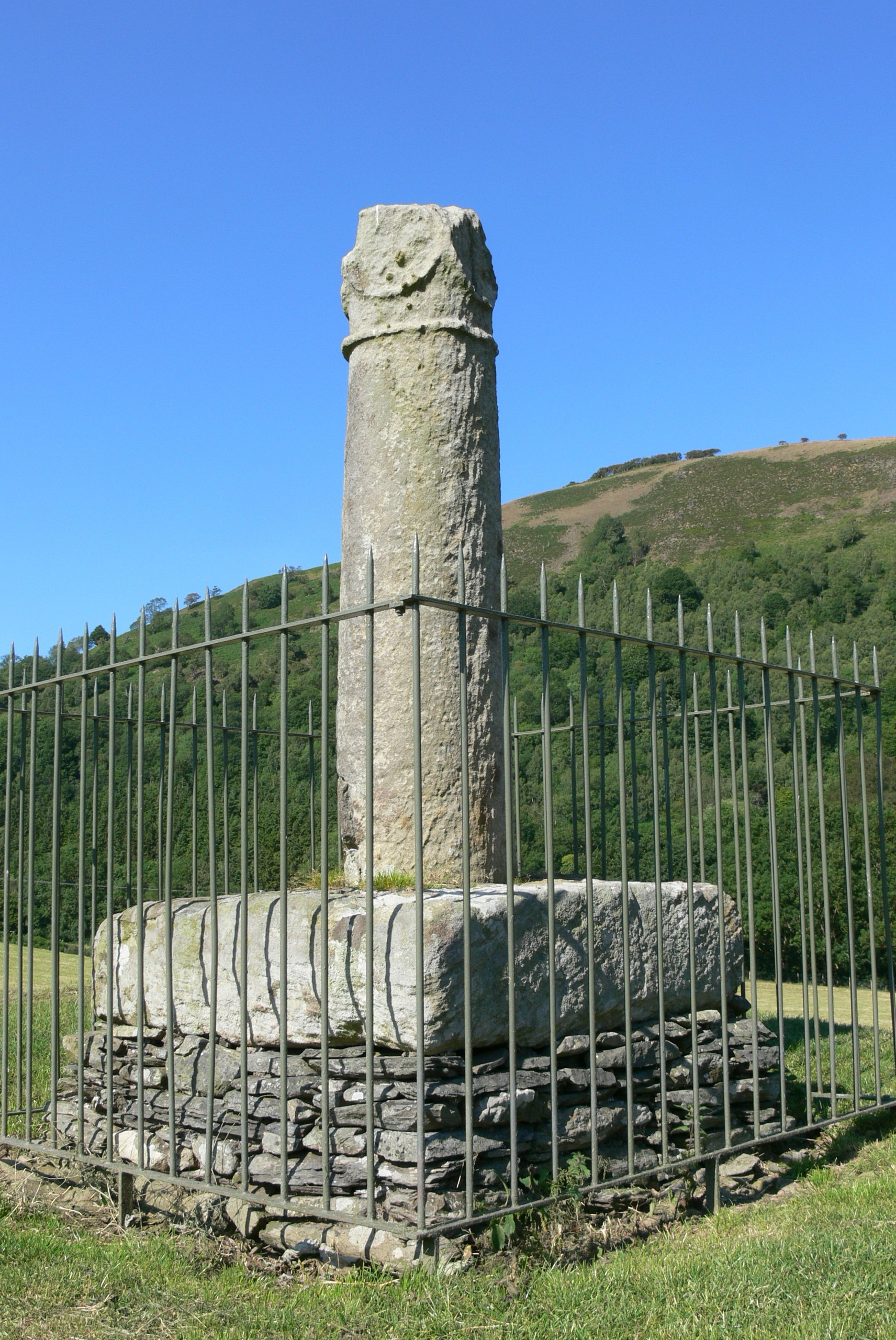
Колонна Элисега

Колонна Элисега, также известная, как Элисеговская колонна или Croes Elisedd на валлийском. Колонна стоит возле аббатства Valle Crucis (аббатство Долины Креста) в Денбишире, Уэльс. Она была воздвигнута Кингеном ап Каделлом (умер в 855 году), королём Поуиса, в честь своего прадеда, Элиседда ап Гвилога. Предполагается, что форма «Элисег», упомянутая на колонне, появилась из-за ошибки резчика, который делал надпись.  

## История
Несмотря на то, что установка самой колонны датируется девятым веком, курган, на котором она установлена, значительно старше. Однозначно можно определить, что он был насыпан в Бронзовом веке.

## Надпись
Надпись, выбитая на колонне островным пошибом, состоит из тридцати одной строки. Язык надписи – латынь. Содержание надписи дополняет сведения, содержащиеся в Historia Britonum – упомянутые в тексте короли фигурируют и в хронике. Значительная часть оригинальной надписи была прочитана валлийским учёным и антикваром Эдвардом Ллуйдом в 1696 году.

Латинский текст надписи:
Concenn filius Cattell Cattell / filius Brohcmail Brohcmal filius / Eliseg Eliseg filius Guoillauc
Concenn itaque pronepos Eliseg / edificauit hunc lapidem proauo / suo Eliseg
Ipse est Eliseg qui nec/xit(?) hereditatem Pouos … mort / c autem(?) per uim …e potestate Anglo/[rum]…in gladio suo parta in igne /
Quicu]mque recit(a)uerit manescr[i]p/[tum] … m det benedictionem supe/[r animam] Eliseg
Ipse est Concenn /……… … manu / ……… e ad regnum suum Pouos / …… …… et quod / …… … …… / …… …… montem /… ………… /……… … monarchiam / … … ail Maximus Brittanniae / … nn Pascen[t] … Mau[n] Annan / … Britu a[u]t[e]m filius Guarthi/[girn] que(m) bened[ixit] Germanus que(m) / … peperit ei Se[v]ira filia Maximi / [re]gis qui occidit regem Romano/rum
Conmarch pinxit hoc / chirografu(m) rege suo poscente / Concenn

Benedictio d(omi)ni in Con/cenn et s(imilite)r(?) i(n) tota familia eius / et in(?) tota ragione(m?) Pouois / usque in …

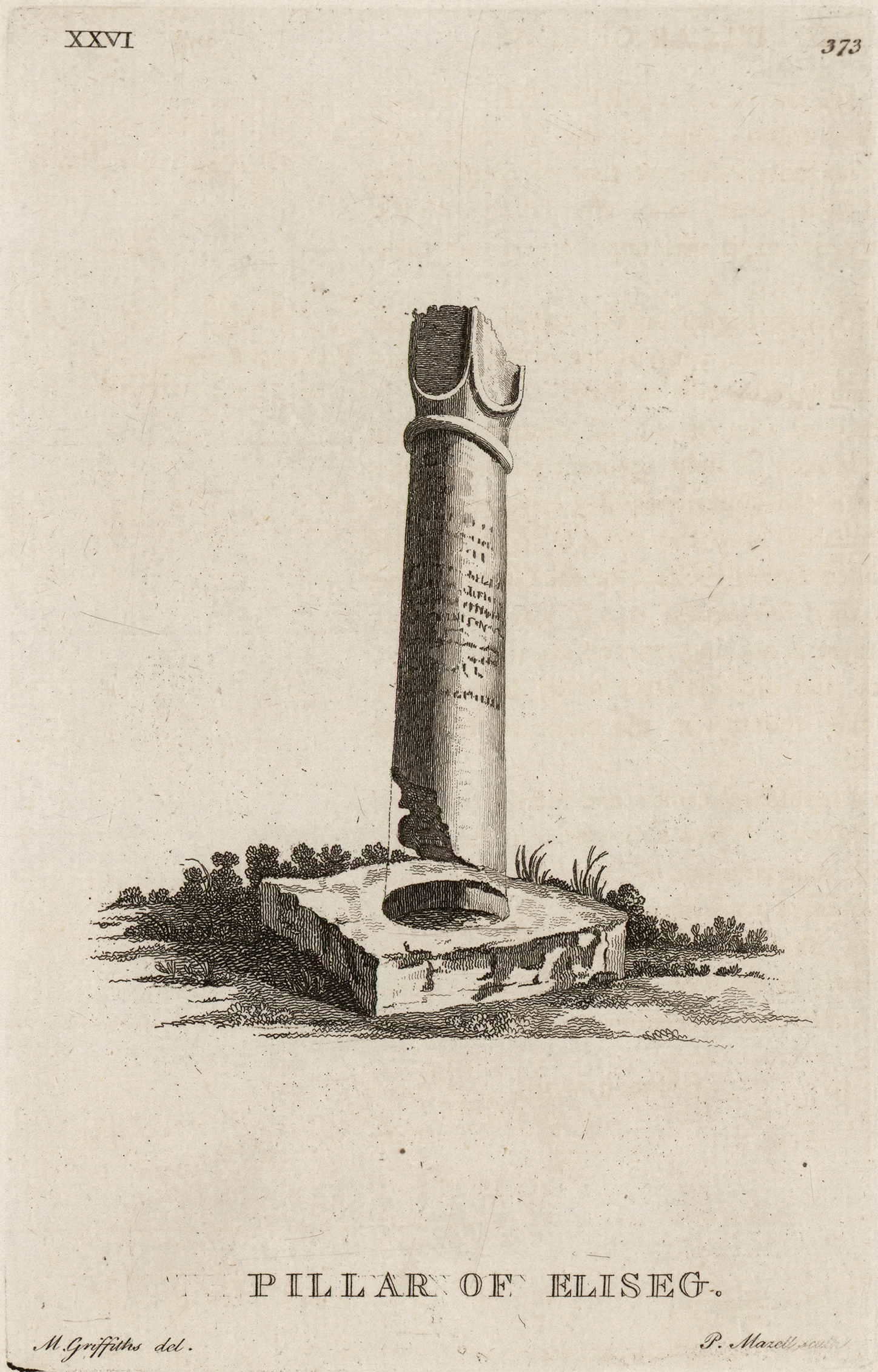
Колонна Элисега. Рисунок Томаса Пеннанта (между 1773 и 1776 годами)

Общепринятый перевод этой, одной из древнейших надписей Уэльса эпохи до вторжения викингов, таков:
Консенн, сын Каттелла, Кателл, сын Брохмела, Брохмел, сын Элисега, Элисег, сын Гвилога.
И тот Консенн, правнук Элисега, воздвиг этот камень для своего прадеда Элисега
Тот самый Элисег, который объединил наследство Поуиса... в течение девяти (лет?) из-под власти англов своим мечом и огнем.
Кто прочтёт надпись на этом камне, пусть благословит душу Элисега
Это тот Консенн, который рукой своей захватил одиннадцать сотен акров [4,5 км²], которые раньше принадлежали его королевству Поуис... и которые... гора
[одна или более строк потеряны]
... монархия ... Максимус ... Британии ...Консенн, Паскент, Мон, Аннан
Бриду, сын Вортигерна, которого благословил Германус и которого родила ему Севера, дочь короля Максимуса, убившего короля римлян.
Конмар это письмо нарисовал по приказу короля Консенна

Да благословит Господь Консенна, весь дом его, и всё королевство Поуис до Судного Дня  
Колонна была повалена круглоголовыми во время Гражданской войны и могила под ней вскрыта. Эдвард Ллуйд в 1696 году исследовал колонну и скопировал текст надписи. Нижняя часть была утеряна, но верхняя была снова установлена в 1779 году. Оригинальная надпись сейчас неразборчива.

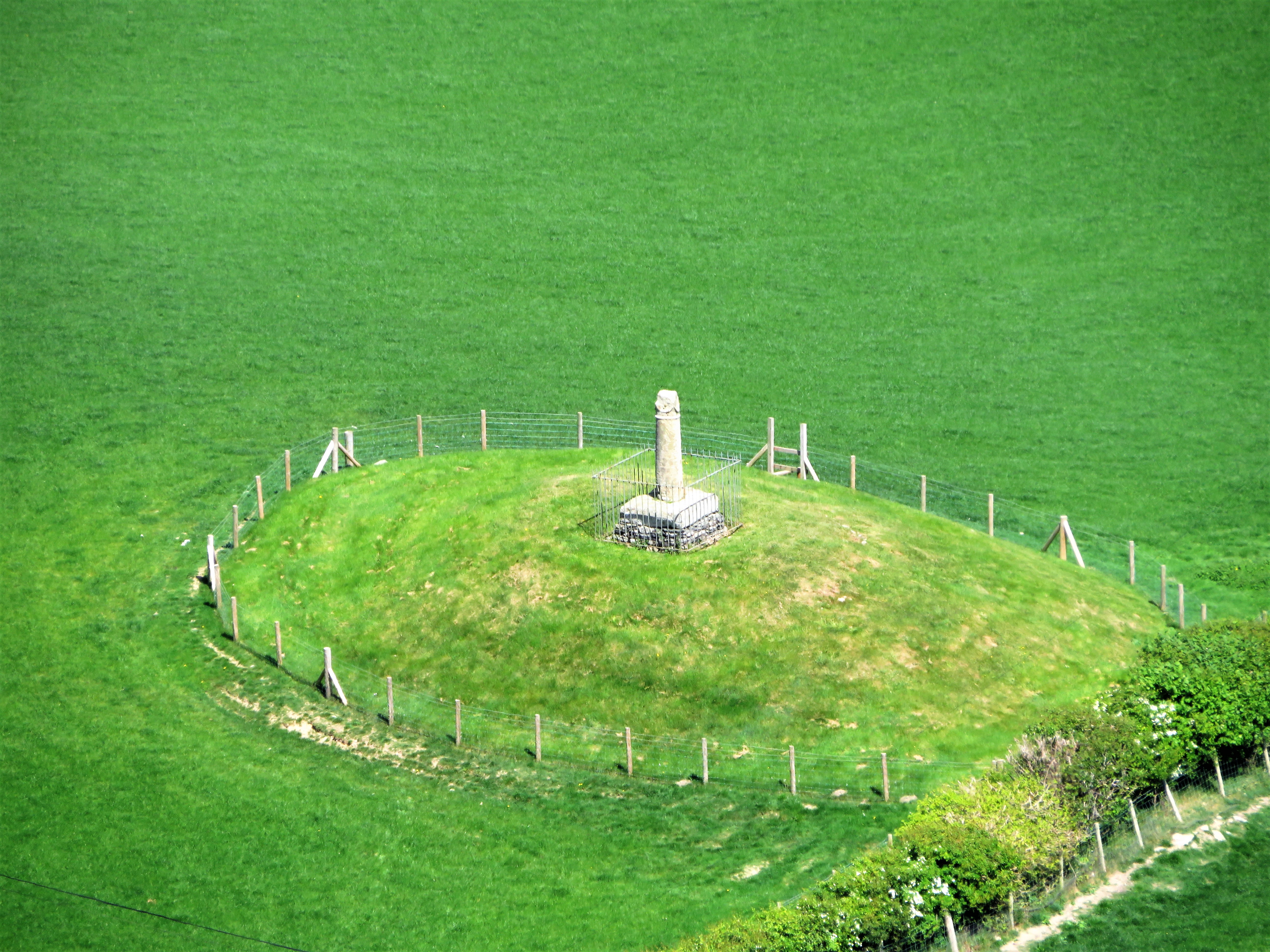
Курган и колонна Элисега

## Археологические изыскания
Тревор Ллойд, владевший землёй в 1773 году, утверждал, что провёл изыскания и нашёл захоронение в каменном ящике, в котором были обнаружены скелет и артефакты, которые он изъял
Курган, на котором установлена колонна, подвергался раскопкам в 2010, 2011 и 2012 годах в рамках проекта Eliseg. Было установлено, что самым ранним этапом строительства был каирн с бордюрной платформой, датируемый примерно 2000 г. до н.э. В небольшом каменном ящике на первом этапе строительства были обнаружены сожженные человеческие кости, что подтверждает его использование в качестве места захоронения. На втором этапе строительства высота каирна была увеличена. Был найден большой каменный ящик, предположительно относящийся к раннему Бронзовому Веку, однако человеческих останков обнаружено не было. В другом ящике, найденном на этом этапе, находилось 7 кг кремированных костей, останки многочисленных захоронений взрослых, подростков и младенцев. Также были обнаружены кремневый нож и костяная булавка. Заключительный этап строительства оказался относительно современным и, вероятно, был следствием повторного воздвижения колонны.